# 네쓰촌
네쓰촌(일본어: 祢津村)은 일본 나가노현 지사가타군에 있던 촌이다. 현재의 도미시 중앙부에 해당한다.

## 역사
- 1889년 4월 1일 - 정촌제 시행에 의해 2정 4촌의 구역을 확장해 성립하였다.
- 1956년 9월 30일 - 구 다나카정, 가노촌과 합병해 도부정이 성립하여, 동일 네쓰촌은 폐지되었다.

## 참고문헌
- 角川日本地名大辞典 20 長野県